# Verbund Service und Fahrrad
Der Verbund Service und Fahrrad  e. V. (VSF) ist ein unabhängiger Fachverband der Fahrradbranche, der mehr als 300 Händler, Hersteller und Dienstleister vertritt. Zweck des Vereins laut Satzung ist die Förderung des Umweltschutzes sowie die Förderung der Gesundheit und der Verbesserung der Lebensqualität durch Förderung der Rahmenbedingungen für das Verkehrsmittel Fahrrad. Zugleich steht der Markenname VSF Fahrradmanufaktur für einen Fahrradhersteller in Oldenburg.  

## Ziele
Für den Verbund Service und Fahrrad e. V. hat die Förderung der Mobilität mit dem Fahrrad eine zentrale verkehrs-, gesundheits-, umwelt- und klimapolitische Bedeutung. Sie ist zugleich ein gesellschaftspolitischer Beitrag und dient der nachhaltigen Verbesserung des Umweltschutzes, der Lebensqualität und der Gesundheitsförderung. Der Verein will die Fahrradkultur in Deutschland in diesem Sinne weiterentwickeln, fördern, pflegen und unterstützen. In ihrer Arbeit verfolgen die Mitglieder des Vereins einen ganzheitlichen Ansatz. Dieser umfasst das Streben nach einer sinnstiftenden Arbeitsform, einer nachhaltigen Arbeitsweise und einem umweltbewussten Handeln.
Bis 2010 stand VSF für Verbund Selbstverwalteter Fahrradbetriebe. Die selbstverwalteten Fahrradbetriebe entstanden Ende der 1970er Jahre vor dem Hintergrund Ölkrise, Umweltschutz, Friedensbewegung, 68er-Bewegung oder Basisdemokratie. Die Motivation der Gründer war es, persönliches Engagement mit gesellschaftlichen Zielen zu verbinden. Basisdemokratisch organisiert sollten ökologische Produkte, die langlebig und von hoher Qualität sind, angeboten werden. Dies sollte durch die Fokussierung auf gute Alltagsräder und kompetente Beratung erreicht werden, um den Fahrradverkehr als Beitrag zur ökologischen Verkehrswende zu fördern.
Die Grundsätze sind geblieben, auch wenn Details mit der ökonomischen Wirklichkeit in Einklang gebracht werden mussten. Eine arbeitsteilige Betriebsorganisation beispielsweise ist heute auch in den ehemals alternativen Läden Standard. Viele dieser Läden werden heute so professionell geführt und sind so ansprechend gestaltet, dass sie zu den führenden in der Branche zählen. Die Mitgliederversammlung hat im November 2010 die Namensänderung in VSF – Verbund Service und Fahrrad beschlossen.

## Tätigkeitsfelder
Der VSF wurde gegründet, um mit qualitativ guten Rädern in einer Branche zu überleben, bei der der Preis eines der wichtigsten Kaufkriterien war. Den Fachhändlern bietet der VSF Informationsaustausch über die Qualität von Produkten, Seminare zu technischen und kaufmännischen Fragen.  Außerdem betreibt er Lobbyarbeit bei der Qualität der Produkte, bei der Radverkehrspolitik und anderen Punkten.
Den Kunden bietet der VSF einen bundesweit einheitlichen Standard bei Service und Beratung sowie einen definierten Qualitäts- und Preisstandard.
Läden im VSF boten schon früh eine Probefahrt vor dem Kauf an und eine kostenlose Erstinspektion. Inspektionen sowie alle anderen Arbeiten werden in jedem VSF-Fachgeschäft durchgeführt, egal in welchem VSF-Laden welcher Stadt das Fahrrad gekauft worden ist.
Mit dem VSF all-ride- Konzept, einem Qualitätssiegel für besonders hohe Alltagstauglichkeit bei geringstem Wartungsaufwand, wurde 2005 ein Qualitäts- und Servicestandard ins Leben gerufen und 2007 auf das VSF-Qualitätssiegel erweitert. Das Qualitätssiegel tragen Fahrräder, Komponenten und Zubehör, die eine besonders hohe Produktqualität aufweisen und bewährt sind, sowie Fahrradwerkstätten, die auf einem besonders hohen Qualitäts- und Serviceniveau arbeiten.
- Qualifizierung: Die VSF-Akademie vermittelt Know-how zum Thema Fahrrad, indem Fernlehrgänge (Betriebswirtschaft im Fahrradeinzelhandel, Fahrradtechnik), Seminare und Herstellerreisen angeboten werden.
- Branchenarbeit: Im Frühjahr 2010 fand in Berlin erstmals ein Branchenkongress statt. Der VSF ist dabei die treibende Kraft in der Planung und Umsetzung. „vivavelo“ ist die erste professionelle Plattform für alle engagierten Kräfte, die pro Fahrrad arbeiten. Ziel ist die Zusammenführung von Politik und Branche, vor allem vor dem Hintergrund der sich wandelnden Mobilitätsstrukturen.

## VSF Fahrradmanufaktur

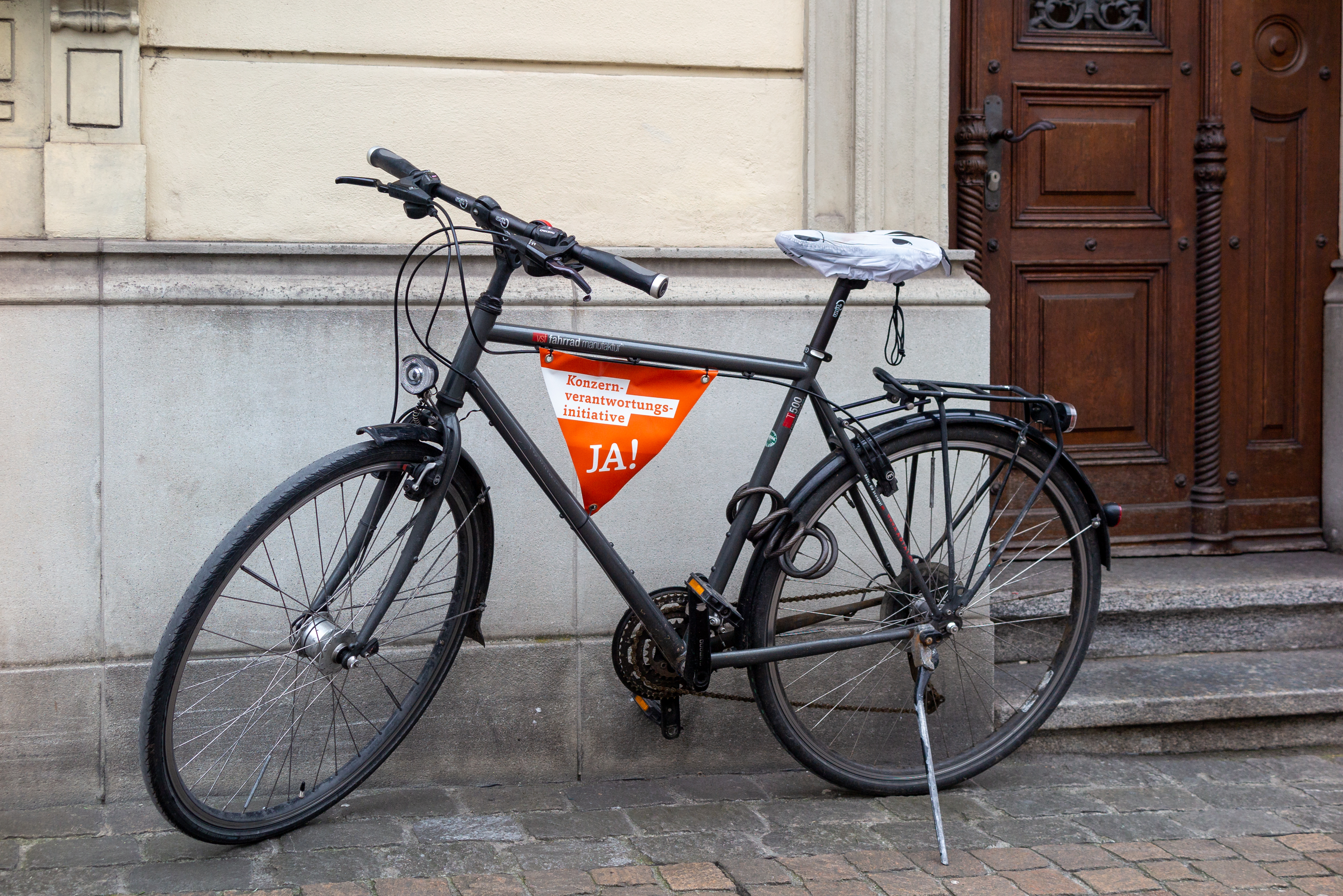
vsf fahrradmanufaktur T500

VSF-Mitglieder gründeten 1987 den Fahrrad-Hersteller VSF Fahrradmanufaktur in Bremen. Er produziert hochwertige Fahrräder, die anfänglich nur über die VSF-Betriebe verkauft wurden. Sie werden seit 1996 überwiegend industriell in Oldenburg produziert. 
Ende der 1990er Jahre geriet die VSF Fahrradmanufaktur in finanzielle Schwierigkeiten und wurde schließlich 1999 von Prophete übernommen und in die Cycle Union GmbH überführt. Aufgrund eines Hackerangriffs gingen Prophete und Cycle Union 2022 in Insolvenz. Sie wurden anschließend zusammen mit der Tochter VSF Fahrradmanufaktur vom strategischen Investor Dutech aus Singapur übernommen, der einen Schwerpunkt im Bereich Umwelt- und grüner Technologie hat.
Die VSF Fahrradmanufaktur besteht seitdem weiterhin als Marke für klassische Fahrräder mit traditionellem Stahlrahmen und moderner, hochwertiger Technologie; ihr Fokus liegt auf langlebigen Reise- und Trekkingrädern sowie seit 2021 auch auf hochpreisigen Gravel-Bikes. E-Bikes werden seit 2016 unter der eigenständigen Marke e-bike manufaktur vertrieben.

## Struktur und Zahlen
Der Verband hat derzeit 382 Mitglieder (Stand 2025). Außer den 287 Fachgeschäften (sieben davon im Ausland) sind 67 Hersteller/Dienstleister und 18 Non-Profit-Organisationen – Sozialprojekte mit dem Schwerpunkt Fahrrad – Mitglied in dem Verein. Hinzu kommen 10 Einzelmitglieder.
Der Vorstand wird von der Mitgliederversammlung für die Dauer von zwei Jahren gewählt. Aktuell (Stand 2025) besteht der Vorstand aus Sandra Appel, Torsten Hieke, Thorsten Larschow, Iven Brosch und Hans-Günter Neise. Die Schiedsstelle besteht aus mindestens zwei Personen.
Der VSF e. V. ist alleiniger Gesellschafter der VSF Service GmbH. Diese fungiert als Dienstleistungsunternehmen und realisiert Projekte, für die der Verein Ideengeber ist, wie zum Beispiel das VSF..all-ride Qualitätssiegel oder der vivavelo-Kongress der Fahrradbranche. Geschäftsführer der VSF Service GmbH ist Uwe Wöll.

## Lobbyismus
Ziel der politischen Arbeit des VSF ist es, die Rahmenbedingungen für das Radfahren zu verbessern. Dafür engagiert sich der Verband auf nationaler und EU-Ebene. U. a. wurde der VSF 2005 in den Beirat zum Nationalen Radverkehrsplan berufen und war Mitglied des Expertengremiums zur Fortschreibung des NRVP 2020.

### Ausbildungsberufe
Die VSF-Akademie bietet Praxisseminare zu Themen wie Fahrradtechnik sowie Lehrgänge mit technischem oder/und betriebswirtschaftlichem Fachwissen für den Fahrradeinzelhandel an.
Seit 1990 treibt der VSF in den entsprechenden Gremien die Verbesserung des Berufsbildes Zweiradmechaniker voran. 2003 wurde mit dem Ausbildungsberuf Zweiradmechaniker für Fahrradtechnik die fahrradspezifische Ausbildung für Handel und Handwerk offiziell eingeführt.

### Preise
Mit dem Negativpreis Rostiges Ritzel kritisiert und mit der Auszeichnung Goldenes Ritzel ehrt der VSF Hersteller oder Persönlichkeiten. Mit dem VSF Ethikpreis zeichnet der Verband Akteure der Fahrradbranche aus, die sich auch jenseits der kommerziellen Interessen für Mensch und Rad engagieren.

## Geschichte
Der Verband wurde 1985 als Verbund der selbstverwalteten Fahrradbetriebe von rund 40 Fahrradhändlern in Berlin-Kreuzberg gegründet. 1987 wurden in Bremen die VSF-Fahrradmanufaktur und ein Großhandel gegründet. 1990 wurde erstmals der Kritikerpreis Rostiges Ritzel vergeben. Die Gründung der VSF-Akademie, die Praxisseminare, Handbücher und Fernlehrgänge anbietet, erfolgte 2001. Im Jahr 2005 wurde erstmals der VSF-Ethikpreis vergeben. Im selben Jahr wurde der VSF in den Beirat zum Nationalen Radverkehrsplan (NRVP 2002–2012) berufen. Seit 2007 vergibt der Verband das Gütesiegel VSF all-ride zertifiziert. Zum 25-jährigen Jubiläum erfolgte 2010 die Umbenennung in Verbund Service und Fahrrad. 2012 wurde dem Verband die Gemeinnützigkeit zuerkannt und die VSF Service GmbH gegründet. Auch bei der Neuauflage des Beirats zur Umsetzung des Nationalen Radverkehrsplans (NRVP 2020) im Jahr 2014 wurde der VSF-Geschäftsführer als Mitglied berufen.